# Jasmin Open 2024
Il Jasmin Open 2024, sponsorizzato da Lilas, è stato un torneo di tennis femminile giocato sui campi in cemento all'aperto. È stata la 3ª edizione del torneo, che ha fatto parte della categoria WTA 250 nell'ambito del WTA Tour 2024. Il torneo si è giocato al Magic Hotel Skanes di Monastir in Tunisia dal 9 al 15 settembre 2024.

## Partecipanti al singolare

### Teste di serie
| Nazionalità | Giocatrice         | Ranking* | Testa di serie |
| ----------- | ------------------ | -------- | -------------- |
| Belgio      | Elise Mertens      | 35       | 1              |
| Francia     | Clara Burel        | 56       | 2              |
| Francia     | Diane Parry        | 60       | 3              |
| Argentina   | Nadia Podoroska    | 68       | 4              |
| Romania     | Jaqueline Cristian | 69       | 5              |
| Belgio      | Greet Minnen       | 70       | 6              |
| Italia      | Lucia Bronzetti    | 76       | 7              |
|             | Anna Blinkova      | 81       | 8              |

* Ranking al 26 agosto 2024.

### Altre partecipanti
Le seguenti giocatrici hanno ricevuto una wild card per il tabellone principale:
- Chiraz Bechri
- Kristina Mladenovic
- Priska Madelyn Nugroho

Le seguenti giocatrici sono passate dalle qualificazioni:

- Elsa Jacquemot
- Sonay Kartal
- Antonia Ružić
- Zeynep Sönmez
- Julija Starodubceva
- Marija Timofeeva

La seguente giocatrice è stata ripescata in tabellone come lucky loser:
- Alëna Falej

### Ritiri
Prima del torneo
- Kateryna Baindl → sostituita da  Dalma Gálfi
- Jéssica Bouzas Maneiro → sostituita da  Alycia Parks
- Harriet Dart → sostituita da  Marina Bassols Ribera
- Sara Errani → sostituita da  Anastasija Zacharova
- Karolína Muchová → sostituita da  Ann Li
- Marija Timofeeva → sostituita da  Alëna Falej

Durante il torneo
- Eva Lys

## Partecipanti al doppio

### Teste di serie
| Nazione     | Giocatrice        | Nazione     | Giocatrice           | Ranking* | Testa di serie |
| ----------- | ----------------- | ----------- | -------------------- | -------- | -------------- |
| Italia      | Camilla Rosatello | Belgio      | Kimberley Zimmermann | 179      | 1              |
| Stati Uniti | Quinn Gleason     | Brasile     | Ingrid Martins       | 188      | 2              |
| Stati Uniti | Sophie Chang      | Stati Uniti | Alycia Parks         | 192      | 3              |
| Regno Unito | Emily Appleton    | Polonia     | Martyna Kubka        | 246      | 4              |

* Ranking al 26 agosto 2024.

### Altre partecipanti
La seguente coppia di giocatrici ha ricevuto una wild card per il tabellone principale:
- Inès Ibbou /  Naima Karamoko

## Punti
| Evento    | V   | F   | SF | QF | 2T   | 1T | Q    | Q2   | Q1   |
| Singolare | 250 | 163 | 98 | 54 | 30   | 1  | 18   | 12   | 1    |
| Doppio    | 250 | 163 | 98 | 54 | N.D. | 1  | N.D. | N.D. | N.D. |

## Montepremi
| Evento    | V        | F        | SF       | QF      | 2T      | 1T      | Q2      | Q1      |
| Singolare | 35 250 $ | 20 830 $ | 11 610 $ | 6 608 $ | 4 040 $ | 2 890 $ | 2 140 $ | 1 380 $ |
| Doppio*   | 12 820 $ | 7 210 $  | 4 140 $  | 2 470 $ | N.D.    | 1 900 $ | N.D.    | N.D.    |

*per team

## Campionesse

### Singolare
Sonay Kartal ha sconfitto in finale  Rebecca Šramková con il punteggio di 6-3, 7-5.
- É il primo titolo in carriera per Kartal.

### Doppio
Anna Blinkova /  Mayar Sherif hanno sconfitto in finale  Alina Korneeva /  Anastasija Zacharova con il punteggio di 2-6, 6-1, [10-8].